# Válečný záslužný kříž (Brunšvicko)
Brunšvický válečný záslužný kříž (německy: Braunschweigisches Kriegsverdienstkreuz) bylo vojenské vyznamenání císařského Německa zavedené na počátku první světové války.
Vyznamenání bylo zavedeno 23. října roku 1914 vévodou Arnoštem-Augustem nejprve pro osoby účastnící se bojů a dne 17. listopadu roku 1915 i pro osoby neúčastnící se bojů. Dne 20. března 1918 ještě následovalo zřízení I. třídy vyznamenání jakožto zkušebního vyznamenání. Vyznamenání mohly osoby nosit bez rozdílu hodnosti či společenského postavení.

## Vzhled vyznamenání
Vyznamenání mělo tvar klasického vyraženého dělového kříže a bylo vyráběno z bronzu. Uprostřed kříže na přední straně byly iniciály původce kříže "E. A." (Ernest August – česky: Arnošt-August). V horním rameni kříže byla vévodská koruna a ve spodním letopočet "1914", jako upomínka na rok založení vyznamenání. V obou postranních ramenech kříže byly vyraženy dubové listy. Spodní strana vyznamenání I. třídy byla matná, kdežto na spodní straně vyznamenání II. třídy byl do ramen kříže rozložena věta: "Für Verdienst im Krieg" (Za zásluhy ve válce).

## Způsob nošení vyznamenání
Zatímco vyznamenání I. třídy bylo připínáno na levou náprsní kapsu, tak vyznamenání II. třídy bylo menšího rozměru a nošeno jako stuha nad levou náprsní kapsou. Stuha vyznamenání II. třídy byla tmavě modrá se sýrově žlutými linkami na okrajích.

## Významní nositelé
Wehrmacht
- Polní maršál Werner von Blomberg
- Polní maršál Wilhelm Keitel
- Generaloberst Erwin Jaenecke
- Generaloberst Wilhelm Heye
- General der Panzertruppe Hasso von Manteuffel
- General der Panzertruppe Adolf-Friedrich Kuntzen
- General der Panzertruppe Smilo von Lüttwitz
- General der Infanterie Bodewin Keitel
- General der Infanterie Hans Krebs
- General der Infanterie Gerhard Glokke
- General der Infanterie Friedrich Mieth
- General der Infanterie Hermann von Hanneken
- General der Infanterie Franz Mattenklott
- General der Artillerie Christian Hansen
- General der Kavallerie Hugo von Kayser
- General der Kavallerie Franz Kress von Kressenstein
- Generalleutnant Adolf Heusinger
- Generalleutnant Günther Krappe
- Generalleutnant Eduard Klutmann
- Generalleutnant Albrecht Digeon von Monteton
- Oberstleutnant Leopold von Münchow

Luftwaffe
- Generalmajor Adolf Wolf
- Generalmajor Hermann Fricke
- Generalmajor Friedrich Starke

Kriegsmarine
- Admiral Paul Fanger
- Konteradmiral Walter Isendahl

Waffen-SS a Polizei
- SS-Obergruppenführer Theodor Eicke
- SS-Obergruppenführer Herbert Otto Gille
- SS-Obergruppenführer Georg Keppler
- SS-Gruppenführer Karl-Heinrich Brenner